# Конвой Трук – Йокосука (02.03.43 – 11.03.43)
Конвой Трук — Йокосука (02.03.43 — 11.03.43) — японський конвой часів Другої світової війни, проведення якого відбувалось у березні 1943-го.
Вихідним пунктом конвою був атол Трук у центральній частині Каролінських островів, де ще до війни створили потужну базу японського ВМФ, з якої до лютого 1944-го провадились операції в цілому ряді архіпелагів. Пунктом призначення став розташований у Токійській затоці порт Йокосука, під час війни обраний як базовий для логістики Труку.
До складу конвою увійшли водяний танкер «Асаяма-Мару» і транспорти «Хоко-Мару», «Кімісіма-Мару» (Kimishima Maru), «Ямасімо-Мару» (Yamashimo Maru), «Теньо-Мару №2 Го» (Tenyo Maru No. 2 Go) «Мікаге-Мару №20» і «Тацухару-Мару» (Tatsuharu Maru, до серпня 1942-го вважався як переобладнаний мінний загороджувач). З конвоєм прямували мисливець за підводними човнами CH-12 та есмінець «Юнагі».
Загін вийшов у море 2 березня 1943-го. Оскільки на підходах до Труку традиційно діяли американські підводні човни, певний час додаткову охорону забезпечував мисливець за підводними човнами CH-11, який потім повернувся на Трук.
5 березня 1943-го «Асаяма-Мару» і «Хоко-Мару» відокремились та попрямували на Маріанські острови до Сайпану (повернуться звідти на Трук 16 та 13 березня відповідно). Тієї ж доби коли конвой перебував у районі за три сотні кілометрів на південний захід від Гуаму від нього відокремились «Кімісіма-Мару» та «Юнагі», що попрямували до острова Фаїс (західні Каролінські острова). CH-12 також не пройшов з конвоєм увесь маршрут і 6 березня прибув на Гуам.
Інші судна продовжили подорож до Японії. Хоча поблизу островів Огасавара та східного узбережжя Японського архіпелагу також часто діяли ворожі субмарини, у підсумку проходження конвою відбулось без інцидентів і 11 березня 1943-го він досягнув Йокосуки.
Можливо відзначити, що «Юнагі» вже 9 березня 1943-го приєднається до загону, що здійснював проведення з Труку до Японії на буксирі підводного човна I-33 (до того тонув на Труці унаслідок навігаційної аварії). «Кімісіма-Мару» також прибуде з Фаїсу до Токійської затоки, проте 18 березня.